# Type rating
Il type rating è una specializzazione sul pilotaggio di un determinato aeromobile, che si consegue tramite un corso. Spesso viene indirizzato verso aerei complessi, come ad esempio un Fokker F50, un Boeing 747, ma anche un più semplice ATR-72.
Per eseguire il type rating è necessario una licenza ATPL e la visita medica valida.
Normalmente i piloti che hanno conseguito l'ATPL teorico e maturato circa 1000 ore di volo vengono assunti da una compagnia, la quale paga il type rating (il costo si aggira tra i 20.000 e i 40.000 euro). Normalmente prima di raggiungere questo livello occorre un grande investimento economico.
Altra possibilità è quella di pagare in proprio il type rating, e venire in seguito assunti dalla compagnia aerea con circa 300-400 ore di volo.